# William Miller (officier)
William Miller (3 augustus 1820 –  8 augustus 1909) was een Amerikaanse militair, advocaat, houthandelaar en politicus. Tijdens de Amerikaanse Burgeroorlog diende hij als brigadegeneraal in het Confederate States Army. Hij voerde de reservetroepen aan in Florida waar hij een van de laatste Zuidelijke overwinningen behaalde bij Natural Bridge.

## Vroege jaren
Miller werd geboren op 3 augustus 1820 in Ithaca, New York. Het gezin Miller verhuisde naar Louisiana toen hij nog jong was. Hij diende in het leger van generaal Zachary Taylor tijdens de Mexicaans-Amerikaanse Oorlog en kreeg als beloning een stuk grond in Florida. Hij studeerde rechten. Werd toegelaten tot de balie en opende een advocatenkantoor in Santa Rosa County. Miller was ook actief in de houthandel in het noordwesten van Florida.

## Amerikaanse Burgeroorlog
Bij het begin van de Amerikaanse Burgeroorlog richtte Miller het 3rd Florida Infantry Battalion op en werd aangesteld als luitenant-kolonel. Zijn eenheid vormde de basis voor het 1st Florida Infantry Regiment. Miller werd in augustus 1862 bevorderd tot kolonel. Hij nam deel aan de Slag bij Perryville waar hij lichtgewond raakte. Tijdens de Slag bij Stones River, tussen 31 december 1861 en 2 januari 1863, raakte hij zwaargewond. Hij keerde terug naar huis om te herstellen en werd aangesteld als hoofd van het rekruteringsbureau in Alabama en zuidelijk Florida.
Op 2 augustus 1864 werd Miller bevorderd tot brigadegeneraal. Hij kreeg de taak om de reservetroepen in Florida te organiseren en coördineren. Hij richtte de 1st Florida Reserves, op, een eenheid die kon ingezet worden om Florida te verdedigen terwijl de reguliere regimenten aan het front vochten. Hij werd vooral bekend door zijn bijdrage aan de Slag bij Natural Bridge op 6 maart 1865. Samen met generaal-majoor Samuel Jones slaagde hij erin om de aanval van de Noordelijken onder leiding van brigadegeneraal John Newton af te slaan. Zijn soldaten sloegen drie Noordelijke aanvallen af tijdens de twaalf uur durende veldslag. Dankzij hun overwinning werd de hoofdstad Tallahassee niet veroverd door de Noordelijken. Samen met zijn eenheid gaf Miller zich over in mei 1865.

## Latere jaren
Na de oorlog werd hij opnieuw actief in de houthandel en kocht hij een boerderij. Hij vestigde zich uiteindelijk in Port Washington in Walton County waar hij werd aangesteld als vrederechter. Hij zetelde ook in het Florida House of Representatives en de Florida Senate.
Miller overleed op 8 augustus 1909 en werd initieel begraven op het Point Washington Cemetery. In 1922 werd hij herbegraven op het St. Johns Cemetery in Pensacola, Florida.